# Konstytucja Jugosławii (1946)

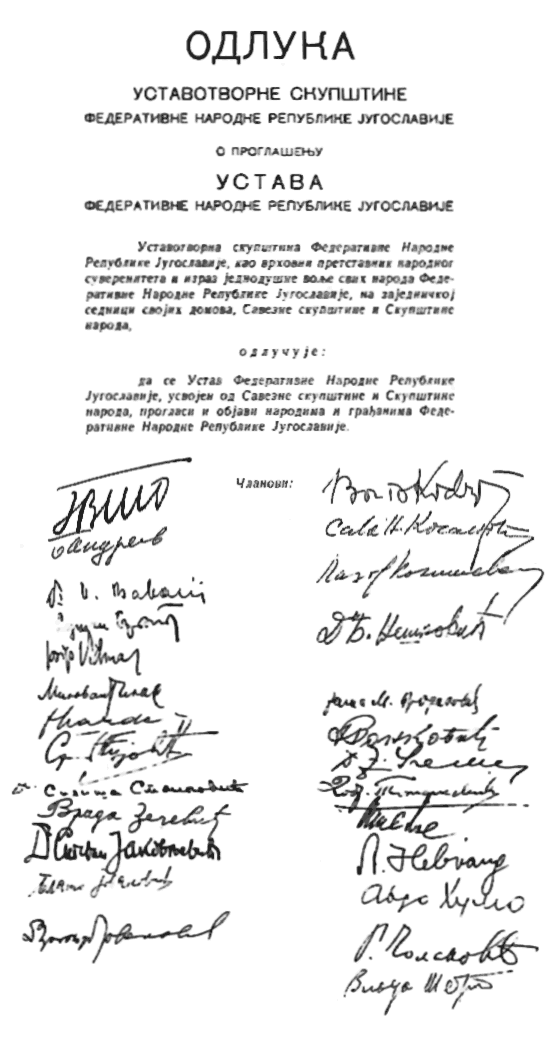
Pierwsza strona postanowienia z 31 stycznia 1946 o proklamacji konstytucji Jugosławii

Konstytucja Jugosławii z 1946 roku – ustawa regulująca ustrój prawny Federacyjnej Ludowej Republiki Jugosławii w latach 1946–1953.
Konstytucja została uchwalona przez zdominowane przez komunistów Zgromadzenie Ustawodawcze 31 stycznia 1946, kończąc proces przejmowania przez komunistów władzy w Jugosławii. Była to pierwsza konstytucja w tzw. krajach demokracji ludowej.
Jeszcze przed uchwaleniem tej konstytucji Josip Broz Tito, który objął władzę w Jugosławii po wyzwoleniu jej spod okupacji, przeprowadził szereg zmian prawnych, które prowadziły do zmiany ustroju. W 1945 uchwalono ordynację wyborczą, która ograniczała prawa opozycji. Powołano także rządy krajowe w sześciu republikach, które później miały stać się ludowymi republikami w ramach federacji jugosłowiańskiej. W wyborach do Zgromadzenia Ustawodawczego można było głosować na kandydatów z tylko jednej listy - zdominowanego przez komunistów Frontu Ludowego. Na swoim pierwszym posiedzeniu wybrane Zgromadzenie proklamowało powstanie Federacyjnej Ludowej Republiki Jugosławii, co w praktyce oznaczało formalne zniesienie monarchii. Tito był przywódcą Komunistycznej Partii Jugosławii, premierem rządu oraz naczelnym dowódcą armii.
Konstytucja z 1946 była wzorowana na stalinowskiej konstytucji Związku Radzieckiego z 1936. Podobnie jak w ZSRR zorganizowano m.in. system urzędów centralnych oraz stosunki w ramach federacji, którą stała się Jugosławia. Parlament (Skupsztina Ludowa) miał składać się z dwóch izb: Rady Związkowej, której członków wybierali wszyscy obywatele, oraz Rady Narodowości, której członków wybierały republiki i jednostki autonomiczne. Funkcję głowy państwa pełniło kolegialne Prezydium Skupsztiny. Każda republika także posiadała swoją skupsztinę ludową, konstytucję i rząd. Konstytucja dawała także rządowi możliwość nacjonalizacji gospodarki jugosłowiańskiej.
Po zerwaniu przyjaznych stosunku z ZSRR w 1948 rozpoczęto wprowadzanie zmian ustrojowych, które miały na celu zerwanie z biurokracją wzorowaną na radzieckiej i zwiększenie roli społeczeństwa. W 1949 dużą samodzielność uzyskały komitety ludowe (terenowe organy władzy), w 1950 samorządy objęły też zakłady pracy. Efektem postępujących zmian było uchwalenie nowej konstytucji w 1953.